# Мауро Серкейра
Мауро Рафаел Жерал Серкейра (на португалски: Mauro Rafael Geral Cerqueira) е португалски футболист, който играе на поста ляв бек. Състезател на Сеута.

## Кариера
Серкейра е юноша на Спортинг Лисабон, Естрела Амадора и Реал СК.
На 22 септември 2020 г. Мауро подписва с Уйпещ. Дебютира на 15 декември при равенството 1:1 като гост на Кишварда.

### Хебър
На 2 юли 2022 г. е обявен за ново попълнение на пазарджишкия Хебър. Прави дебюта си на 8 юли при победата с 0:1 като гост на Ботев (Пловдив).

## Успехи
Насионал
- Лига де Онра (1): 2017/18

 Уйпещ
- Купа на Унгария (1): 2021